# Seznam nejpřehrávanějších písní na Spotify
Zde je seznam nejpřehrávanějších písní na Spotify. 
Následující seznam zahrnuje přehrávání z celého světa a je aktuální k 3. srpnu 2025.
| Pořadí | Píseň               | Umělec                        | Album                                   | Přehrání (miliony) | Datum zveřejnění   | Ref    |
| ------ | ------------------- | ----------------------------- | --------------------------------------- | ------------------ | ------------------ | ------ |
| 1      | „Blinding lights“   | The Weeknd                    | After Hours                             | 4 955              | 29. listopadu 2019 | [ 1 ]  |
| 2      | „Shape of You“      | Ed Sheeran                    | ÷                                       | 4 483              | 6. ledna 2017      | [ 2 ]  |
| 3      | „Starboy“           | The Weeknd feat. Daft Punk    | Starboy                                 | 4 017              | 21. září 2022      | [ 3 ]  |
| 4      | „Someone you loved“ | Lewis Capaldi                 | Divinely Uninspired to a Hellish Extent | 3 997              | 8. listopadu 2017  | [ 4 ]  |
| 5      | „As It Was"         | Harry Styles                  | Harry's House                           | 3 987              | 1. dubna 2022      | [ 5 ]  |
| 6      | „Sweater Weather""  | The Neighbourhood             | I Love You                              | 3 926              | 3. prosince 2012   | [ 6 ]  |
| 7      | „Sunflower“         | Post Malone a Swae Lee        | Hollywood's Bleeding                    | 3 902              | 18. října 2018     | [ 7 ]  |
| 8      | „One Dance“         | Drake feat. Wizkid            | Views                                   | 3 731              | 5. dubna 2016      | [ 8 ]  |
| 9      | „Stay“              | The Kid Laroi a Justin Bieber | F*ck Love                               | 3 620              | 9. července 2021   | [ 9 ]  |
| 10     | „Perfect“           | Ed Sheeran                    | ÷                                       | 3 550              | 10. května 2019    | [ 10 ] |

Následující seznam zahrnuje přehrávání z České republiky a je aktuální k červnu 2025.
| Pořadí | Píseň               | Umělec       | Přehrání (tisíce) | Zveřejnění |
| ------ | ------------------- | ------------ | ----------------- | ---------- |
| 1      | „Až na měsíc“       | Viktor Sheen | 34 861            | 2019       |
| 2      | „Safír"             | Calin        | 32 590            | 2023       |
| 3      | „Hannah Montana“    | Calin        | 29 692            | 2022       |
| 4      | „Stíny“             | Viktor Sheen | 28 864            | 2021       |
| 5      | „Habibi"            | Stein27      | 28 019            | 2022       |
| 6      | „Síla starejch vín" | Škwor        | 27 163            | 2013       |
| 7      | „Another Love“      | Tom Odell    | 26 664            | 2013       |
| 8      | „Praha/Vídeň“       | Calin        | 25 991            | 2021       |
| 9      | „Rozdělený světy“   | Viktor Sheen | 21 997            | 2020       |
| 10     | „I'm Good (Blue)“   | David Guetta | 21 618            | 2022       |